# Paddel von Duvensee
Koordinaten: 53° 41′ 57″ N, 10° 32′ 50,6″ O

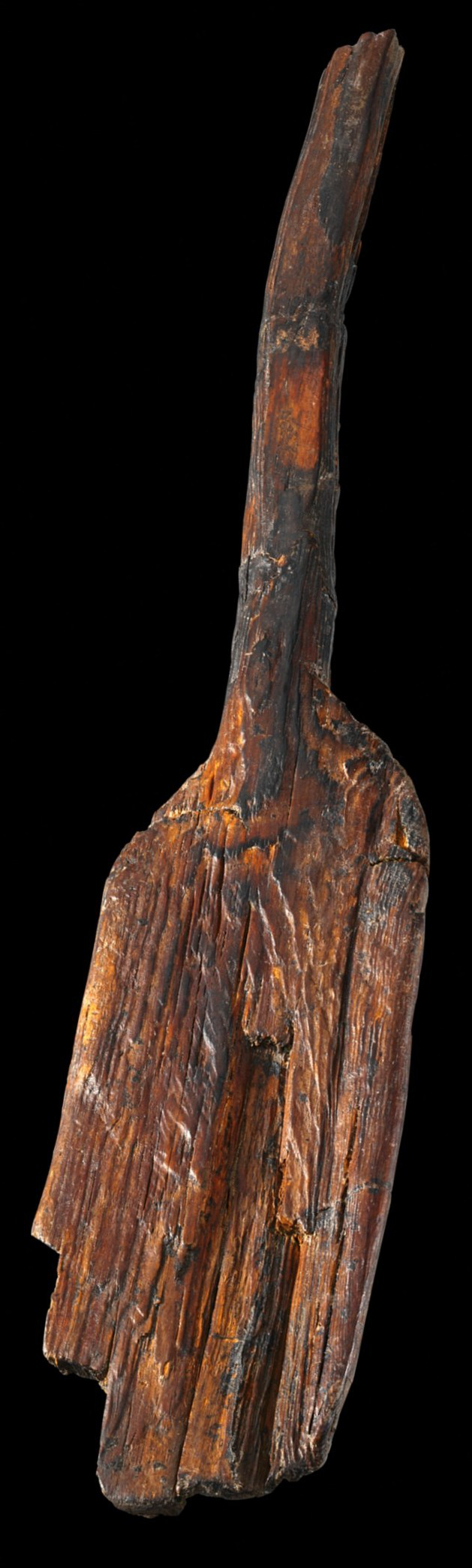
Das Paddel von Duvensee

Das Paddel von Duvensee (Helms-Museum Inventarnummer MfV1926.112:182) ist der erhaltene Teil eines mesolithischen Paddels, das 1926 bei Ausgrabungen im Duvenseer Moor bei Klinkrade im schleswig-holsteinischen Kreis Herzogtum Lauenburg gefunden wurde. Das Fundstück ist nach dem Paddel von Star Carr das zweitälteste Paddel weltweit und gilt als einer der frühesten Nachweise zur Nutzung von Wasserfahrzeugen in der Mittelsteinzeit. Der Fund wird in der archäologischen Dauerausstellung des Archäologischen Museums Hamburg in Hamburg-Harburg gezeigt.

## Fund
Das ehemalige Duvenseer Moor liegt direkt westlich des Ortes Duvensee in einer Jungmoränenlandschaft und hatte eine Ausdehnung von 3,5 km in Nord-Süd und 1,2 km in West-Ost-Richtung. Ursprünglich war es ein flacher offener See, der nach und nach vermoorte und schließlich weitgehend verlandete. Seit dem späten 18. Jahrhundert wurde das Moor mit Entwässerungsgräben trockengelegt, um es landwirtschaftlich nutzbar zu machen. Das Torf des Moores wurde als Brennmaterial abgebaut. Noch bis in das 19. Jahrhundert bestand ein kleiner Restsee, der schließlich mitsamt der Umgebung vollständig trockengelegt wurde. Bei Kartierungsarbeiten im Duvenseer Moor entdeckte der Geologe Karl Gripp 1923 zufällig einen mesolithischen Siedlungsplatz. In den darauffolgenden Jahren wurde der Fundplatz eingehend archäologisch untersucht. In den Jahren 1924–1927 führten Gustav Schwantes, 1946 Hermann Schwabedissen und schließlich 1966–1967 Klaus Bokelmann archäologische Ausgrabungen in dem Moor durch, dabei wurden zahlreiche Wohnplätze dokumentiert. Die Grabungen erbrachten neben zahlreichen steinernen Artefakten nur sehr wenige Holzgeräte, darunter das 1926 in Schwantes Grabungskampagne gefundene Paddel, das in einer ehemaligen Uferzone im Bereich des Wohnplatzes 2 lag. Das Paddel von Duvensee zählt zu den herausragenden Funden aus dem Duvenseer Moor.

### Weitere Funde
Der im nahegelegenen Schiphorst unterrichtende Volksschullehrer Ernst Bornhöft fand vor 1925 zwei weitere Paddel, die er zunächst in die vorgeschichtliche Sammlung seiner Schule einverleibte. Beide Paddel gingen jedoch 1925 an das Museum. Das eine großblättrige Paddel aus Eichenholz hat die Maße 790 × 182 × 35 mm bei einem Gewicht von 613 g und befindet sich noch im Bestand des Museums. Es wurde 2008 mittels 14C-Datierung um 1121 ± 22 Before Present (um 829 n. Chr. ± 22 Jahre) in die Übergangszeit vom Früh- zum Hochmittelalter datiert. Das zweite Paddel ist heute verschollen, es existieren lediglich einige schriftliche Aufzeichnungen und ein Foto von dem Fund. Das vermutlich ebenfalls aus Kiefernholz bestehende Paddel soll eine eingeschnittene Verzierung am Schaft getragen haben, die jedoch auf dem Foto nicht erkennbar ist. Beide Paddel wurden von Bornhöft ohne Berücksichtigung der Fundzusammenhänge geborgen.
Forscher haben 2024 ein etwa 10.500 Jahre altes Bruchstück eines Paddels entdeckt, teilte Grabungsleiter Harald Lübke vom Leibniz-Zentrum für Archäologie mit.
Es sei zwar nicht so gut erhalten wie der Fund von 1926. „Aber es zeigt eindeutig die typische Form der damaligen Zeit, denn man kann es eigentlich eins zu eins auf das alte Paddelblatt legen.“ Der Stiel ist zwar abgebrochen, die Schulterpartie aber erhalten. Die Archäologen fanden das handflächengroße Bruchstück auf der Wiese eines Landwirts in der Nähe des früheren Seeufers.

## Befunde

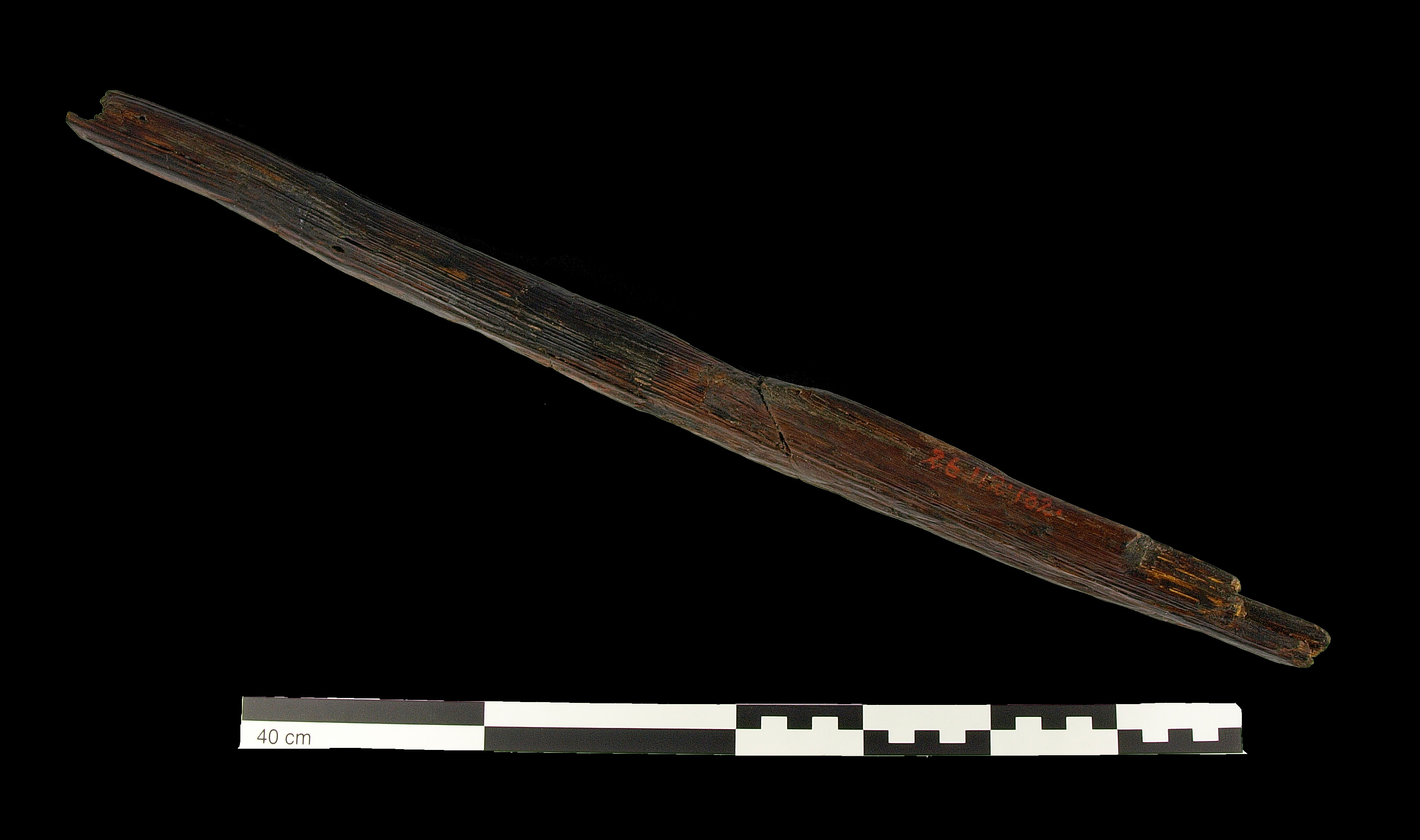
Seitenansicht des Paddels von Duvensee mit Maßstab

Das Paddel war bei der Auffindung mehrfach gebrochen, aber bis auf ein paar Fehlstellen außerordentlich gut erhalten, was auf das permanent feuchte Milieu im Sediment des ehemaligen Uferbereichs zurückzuführen war. Dem Paddel fehlt lediglich das Griffende und am Blatt ist eine Ecke stufenförmig abgebrochen. Das vorliegende Paddel hat jetzt eine Länge von 520 mm, eine Breite von 100 mm und eine Dicke von 35 mm. Das lang rechteckige Blatt mit weit abgerundeten Ecken hat eine Länge von etwa 260 mm und geht asymmetrisch in den Schaft über. Das Gewicht des Paddels beträgt jetzt 331 g. Das Paddel wurde aus dem Stamm einer Kiefer geschnitzt, wobei drei Astansätze am Schaft bearbeitet und geglättet wurden. Nach der Bergung wurde das Paddel mit einer nicht genauer dokumentierten wachshaltigen Substanz konserviert. Eine erneute Behandlung des Fundstückes mit dem damals neu entwickelten Kunststoff Celodal, einem Harnstoff-Formaldehyd-Harz, wurde 1940 aus konservatorischen Gründen verworfen.

### Datierung
Die erste Datierung erfolgte typologisch anhand der gefundenen Steinartefakte wie Klingenreste, Mikrolithen und Pfeilspitzen sowie pollenanalytisch in das Mesolithikum. Eine in den 1980er Jahren durchgeführte Radiokarbondatierung an mehreren Haselnussschalen und Holzresten des Wohnplatzes ergab eine gemittelte Datierung um 7390 ± 80 v. Chr. Die 2008 durchgeführte Radiokohlenstoffdatierung zweier Proben aus dem Duvenseer Paddel mittels Beschleuniger-Massenspektrometrie (14C-AMS) ergab kalibrierte Alter von 8477 ± 49 BP und 8261 ± 38 BP, also Daten um 6527 ± 49 Jahre vor Chr. bzw. 6311± 38 Jahre vor Chr. Auffallend ist hierbei das deutlich abweichende 14C-Alter der Proben aus dem Siedlungsbefund.

## Deutung und Bedeutung
Die Grabungsergebnisse ermöglichten eine Neubewertung der mesolithischen Kulturgruppen in Norddeutschland. Für die in Duvensee entdeckte Kulturgruppe prägte Schwantes schließlich den Namen Duvensee-Gruppe, eine Kulturgruppe, die sich über Schleswig-Holstein, Mecklenburg und Teile Brandenburgs erstreckt. Nach der Grabung Schwantes’ wurde das Paddel von Duvensee als das älteste Paddel weltweit und gleichzeitig als ältester, wenn auch nur indirekter Nachweis zur Nutzung von Booten in der Mittelsteinzeit angesehen und breitflächig publiziert. Diese Ansicht wurde durch den Fund des älteren Paddels von Stare Carr etwas relativiert. Der Fund erfuhr nicht nur bei internationalen altertumswissenschaftlichen Fachkreisen ein großes Interesse, so wurde das Museum um eine materialechte Kopie des Paddels für die Olympischen Sommerspiele 1936 angefragt. In den 1990er Jahren überlegte die Gemeinde Duvensee das Paddel in sein neu zu entstehendes Ortswappen zu übernehmen, was jedoch nach Beratungen mit Heraldikern verworfen wurde. Anlässlich des gewonnenen Kreiswettbewerbs Schönstes Dorf 2005 ließ die Gemeinde eine Nachbildung des Paddels von Duvensee in Bronze gießen, die vor dem Gemeindehaus aufgestellt wurde.